# دونالد إل. كوربن
دونالد إل. كوربن هو محامي وقاضي وسياسي أمريكي، ولد في 28 مارس 1938، وتوفي في 12 ديسمبر 2016 بسبب سرطان الرئة. انتخب عضو مجلس نواب أركنساس ‏.